# 劉松 (嘉靖進士)
劉松（1516年—？），字汝貞，號羅川，江西臨江府新喻縣人，匠籍，明朝政治人物。

## 生平
嘉靖二十二年（1543年）癸卯科江西鄉試第十八名舉人。嘉靖二十三年（1544年）中式甲辰科會試第十八名，登第二甲第十名進士。官至刑部郎中，二十九年十二月奉命往浙江恤刑。时徐學詩弹劾宰臣严嵩专擅，疏稿出自刘松之手，严嵩对此颇为衔恨，以忌引归。年甫三十。隆庆年间，郡守管大勋同修郡志，所著有《罗川遗稿》。

## 家族
曾祖劉肅；祖父劉進；父劉濬，壽官。母習氏。